# André Schulze
André Schulze, es un exciclista profesional alemán nacido el 21 de noviembre de 1974 en Görlitz. En octubre de 2012 fichó por el equipo vasco Euskaltel Euskadi, tras el nuevo proyecto del equipo de contratar ciclistas no nacidos en el País Vasco, Navarra o País Vasco francés (zona denominada Euskal Herria) o habían formado parte de las categorías inferiores de algún equipo de los territorios antes mencionados, pero debido a la desaparición del equipo solo estuvo una temporada.
Actualmente es director deportivo del equipo profesional continental Team NetApp-Endura.

## Palmarés
2001
- 2 etapas del Baltyk-Karkonosze Tour

2003
- 1 etapa del Baltyk-Karkonosze Tour
- 3 etapas de la Tour de Brandemburgo

2004
- 3 etapas del Tour de Grecia
- 1 etapa del Tour de Japón
- 2 etapas del Vuelta a Túnez
- 1 etapa de la Vuelta al Lago Qinghai

2005
- 1 etapa del Cinturón a Mallorca
- 1 etapa de los Cinco Anillos de Moscú

2006
- 1 etapa del Tour de Indonesia

2007
- 1 etapa de la Vuelta a Baviera
- 1 etapa de la Vuelta al Lago Qinghai

2008
- 1 etapa de la Szlakiem Grodów Piastowskich
- 2 etapas de la Carrera de la Solidaridad y de los Campeones Olímpicos

2009
- 1 etapa del Tour de Turquía

2010
- Memoriał Andrzeja Trochanowskiego
- 1 etapa de la Szlakiem Grodów Piastowskich
- 3 etapas de la Carrera de la Solidaridad y de los Campeones Olímpicos

2011
- Memoriał Andrzeja Trochanowskiego
- Neuseen Classics
- 1 etapa de la Carrera de la Solidaridad y de los Campeones Olímpicos
- 1 etapa de la Dookola Mazowska/Mazovia Tour

2012
- Neuseen Classics
- 2 etapas de la Carrera de la Solidaridad y de los Campeones Olímpicos